# Mégajeu
Un mégajeu (parfois appelé Megagame ou MegaGame ) est un type de simulation à grande échelle qui peut contenir des éléments de jeux de rôle, de jeux de société, de jeux de rôle grandeur nature et de jeux de guerre. Les mégajeux rassemblent généralement de 30 à 100 joueurs sur une journée complète. Les participants sont souvent placés hiérarchiquement dans des équipes coopérant ou s'affrontant en vue de divers objectifs.

## Histoire
Les mégajeux trouvent leurs racines dans les jeux de guerre et sont pratiqués depuis les années 1970, principalement au Royaume-Uni ., Le format mégajeu a été créé par les auteurs de jeux de guerre Paddy Griffith et Jim Wallman, qui ont conçu des jeux de guerre impliquant de petites équipes avec des objectifs uniques. Wallman a depuis conçu plus de 80 mégajeux.
En 2014, le site de jeux de société Shut Up & Sit Down a publié une vidéo documentant son expérience lors d'un mégajeu, ce qui a suscité un regain d'intérêt pour la conception et la pratique de mégajeux. Après que la vidéo soit devenue virale, Wallman a dit que son groupe de joueurs réguliers était passé de quelques centaines à des milliers de personnes. Le premier groupe en dehors du Royaume-Uni à organiser un Megagame après la vidéo fut la New York MegaGame Society.

## Gameplay
La structure de jeu typique d'un mégajeu est celle dans laquelle des dizaines de joueurs s'affrontent ou coopèrent à la fois au sein d'un jeu de plateau et de rôle. Les joueurs sont généralement membres de petites équipes et doivent interagir avec les systèmes du jeu ainsi qu'avec les autres joueurs participants., En raison de l'ampleur du jeu, les joueurs ne disposent jamais individuellement de toutes les informations sur l'état du jeu, s'appuyant souvent sur des hiérarchies et des rapports pour comprendre le contexte plus large du jeu ou ce que les autres équipes ont fait. Les mégajeux rassemblent généralement 30 à 100 joueurs, bien que certains aient été joués avec plusieurs centaines de personnes et durent souvent une journée entière.,
Les mégajeux peuvent s'adapter à un large éventail de paramètres, de scénarios et de règles différents, par exemple des intrigues militaires, historiques ou encore d'invasions extraterrestres. Jim Wallman, concepteur de Watch the Skies, décrit les règles des mégajeux comme un « cadre » à partir duquel les concepteurs et les arbitres du jeu (appelés « control members » en anglais) peuvent prendre des décisions à la volée, comme un meneur de jeu . Au cours du jeu, les arbitres peuvent annoncer des clarifications de règles ou de nouveaux événements, et doivent souvent créer de nouvelles règles pour répondre aux désirs des joueurs., D'autres mégajeux se concentrent davantage sur des règles spécifiques, avec moins de besoin d'arbitrage par les arbitres. Alors que la plupart des mégajeux se jouent dans un seul lieu, certains, comme le mégajeu Urban Nightmare: State of Chaos de 2017, ont été joués dans plusieurs endroits..

### Watch the Skies
Watch the Skies est souvent cité comme le mégajeu le plus populaire. Il a en effet été joué dans le monde entier. Dans Watch the Skies, les joueurs sont divisés en petites équipes représentant les pays du monde répondant à une invasion extraterrestre, chaque joueur ayant un rôle individuel au sein de son équipe, comme chef d'État ou ambassadeur de l'ONU. En plus de jouer dans leurs propres équipes, les joueurs rejoignent également des comités et interagissent avec des membres d'autres pays, tout en jouant à des mini-jeux pour déterminer le résultat pour leur pays.